# Landtagswahlkreis Bielefeld II
Der Landtagswahlkreis Bielefeld II (Wahlkreis 93) ist ein Wahlkreis für die Landtagswahlen in Nordrhein-Westfalen. Er umfasst den Süden und den Osten der kreisfreien Stadt Bielefeld mit den Stadtbezirken Brackwede, Senne, Sennestadt, Stieghorst und Heepen. Der Wahlkreis ist zur Landtagswahl 2005 in dieser Form neu eingerichtet worden. Von 1980 bis 2005 existierte ein Wahlkreis 106 Bielefeld II, der die Bielefelder Stadtbezirke Mitte und Stieghorst umfasste. Vor 1980 existierte bereits ein Landtagswahlkreis Bielefeld-Stadt II mit anderen Abgrenzungen.

## Landtagswahl 2022
Wahlberechtigte 109.351, Wähler 55.578, ungültige Stimmen 629, gültige Stimmen 54.949. Die Wahlbeteiligung lag bei 50,83 %.
| Direktkandidat      | Partei | Erststimmen in % | Zweitstimmen in % |
| ------------------- | ------ | ---------------- | ----------------- |
| Tom Brüntrup        | CDU    | 34,49            | 32,23             |
| Nesrettin Akay      | SPD    | 28,21            | 28,16             |
| Cim Kartal          | GRÜNE  | 16,07            | 16,36             |
| Kai Detlefsen       | FDP    | 7,85             | 6,38              |
| Maximilian Kneller  | AfD    | 7,50             | 7,61              |
| Florian Straetmanns | LINKE  | 3,89             | 2,90              |

## Landtagswahl 2017
Wahlberechtigte 111.970 Wähler 68.971 Ungültige Erststimmen 1.190 Gültige Erststimmen 67.781.
| Direktkandidat      | Partei   | Erststimmen in % | Zweitstimmen in % |
| ------------------- | -------- | ---------------- | ----------------- |
| Regina Kopp-Herr    | SPD      | 37,6             | 33,4              |
| Ralf Nettelstroth   | CDU      | 35,3             | 30,2              |
| Christina Osei      | GRÜNE    | 4,8              | 6,2               |
| Rainer Seifert      | FDP      | 7,3              | 10,6              |
| Lars Büsing         | PIRATEN  | 1,8              | 1,0               |
| Rolf Diekwisch      | AfD      | 6,9              | 8,6               |
| Florian Straetmanns | LINKE    | 6,0              | 5,9               |
| Sonstige            | Sonstige | 0,3              | 4,0               |

Der Wahlkreis wird im Landtag durch die seit 2010 amtierende Wahlkreisabgeordnete Regina Kopp-Herr (SPD) vertreten. Der bisherige CDU-Abgeordnete Ralf Nettelstroth verpasste den Wiedereinzug in den Landtag, da die CDU-Landesliste aufgrund der hohen Zahl an Direktmandaten nicht zog.

## Landtagswahl 2012
Von 113.422 Wahlberechtigten gaben 65.902 (58,1 %) ihre Stimme ab.
| Direktkandidat                    | Partei   | Erststimmen in % | Zweitstimmen in % |
| --------------------------------- | -------- | ---------------- | ----------------- |
| Ralf Nettelstroth                 | CDU      | 31,9             | 26,3              |
| Regina Kopp-Herr                  | SPD      | 45,7             | 41,0              |
| Gudrun Hennke                     | GRÜNE    | 8,1              | 11,0              |
| Jan Maik Schlifter-de la Fontaine | FDP      | 3,2              | 6,6               |
| Brigitte Stelze                   | LINKE    | 3,5              | 3,5               |
| Christoph Tacke                   | PIRATEN  | 6,9              | 7,0               |
| Thomas Dissmann                   | AUF      | 0,8              | 0,8               |
| –                                 | sonstige | –                | 3,8               |

Quellen: 
Bei der Landtagswahl 2012 direkt gewählte Abgeordnete ist Regina Kopp-Herr von der SPD. Ralf Nettelstroth von der CDU unterlag in der Direktwahl, zog aber über die Landesliste seiner Partei in den Landtag ein.

## Landtagswahl 2010
Zur Landtagswahl in Nordrhein-Westfalen 2010 wurde erstmals mit Erst- und Zweitstimme gewählt. Wahlberechtigt waren 113.963 Einwohner. Die Wahlbeteiligung betrug 58,3 Prozent.
| Direktkandidat    | Partei                        | 2010 Erststimmen in % | 2010 Zweitstimmen in % |
| ----------------- | ----------------------------- | --------------------- | ---------------------- |
| Rainer Lux        | CDU                           | 37,3                  | 32,9                   |
| Regina Kopp-Herr  | SPD                           | 42,3                  | 37,1                   |
| Karl-Ernst Stille | GRÜNE                         | 9,0                   | 12,2                   |
| Björn Kerbein     | FDP                           | 3,2                   | 5,0                    |
| Brigitte Stelze   | Die Linke Nordrhein-Westfalen | 6,3                   | 6,4                    |
| Sonstige          | Sonstige                      | 3,0                   | 5,6                    |

## Landtagswahl 2005
Zur Landtagswahl in Nordrhein-Westfalen 2005 waren 113.876 Einwohner wahlberechtigt. Die Wahlbeteiligung betrug 62,3 Prozent.

Stadtbezirke im Wahlkreis

| Direktkandidat 2005 | Partei   | 2005 Stimmen in % | 2000 Stimmen in % |
| ------------------- | -------- | ----------------- | ----------------- |
| Helga Gießelmann    | SPD      | 39,2              | 45,9              |
| Rainer Lux          | CDU      | 44,4              | 35,9              |
| Detlef Niemeyer     | FDP      | 4,6               | 8,4               |
| Matthias Bolte      | GRÜNE    | 6,2               | 7,1               |
| Kay Schüffelgen     | WASG     | 2,1               | -                 |
| Sonstige            | Sonstige | 3,5               | 2,7               |

## Bisherige Wahlkreissieger
| Wahl | Wahlkreisname          | Gebiet                                           | Wahlkreissieger         |
| ---- | ---------------------- | ------------------------------------------------ | ----------------------- |
| 1947 | 139 Bielefeld-Stadt II | Südöstlicher Teil der damaligen Stadt Bielefeld  | Johannes Böhm (SPD)     |
| 1950 | 139 Bielefeld-Stadt II | Südöstlicher Teil der damaligen Stadt Bielefeld  | Walter Bolbrinker (SPD) |
| 1954 | 139 Bielefeld-Stadt II | Südöstlicher Teil der damaligen Stadt Bielefeld  | Walter Bolbrinker (SPD) |
| 1958 | 139 Bielefeld-Stadt II | Südöstlicher Teil der damaligen Stadt Bielefeld  | Walter Bolbrinker (SPD) |
| 1962 | 139 Bielefeld-Stadt II | Südöstlicher Teil der damaligen Stadt Bielefeld  | Walter Bolbrinker (SPD) |
| 1966 | 141 Bielefeld-Stadt II | Südöstlicher Teil der damaligen Stadt Bielefeld  | Heinz Potthoff (SPD)    |
| 1970 | 141 Bielefeld-Stadt II | Südöstlicher Teil der damaligen Stadt Bielefeld  | Karl Josef Denzer (SPD) |
| 1975 | 142 Bielefeld-Stadt II | Nördlicher Teil von Bielefeld                    | Karl Josef Denzer (SPD) |
| 1980 | 106 Bielefeld II       | Stieghorst, Mitte                                | Heinz Hunger (SPD)      |
| 1985 | 106 Bielefeld II       | Stieghorst, Mitte                                | Heinz Hunger (SPD)      |
| 1990 | 106 Bielefeld II       | Stieghorst, Mitte                                | Heinz Hunger (SPD)      |
| 1995 | 106 Bielefeld II       | Stieghorst, Mitte                                | Heinz Hunger (SPD)      |
| 2000 | 106 Bielefeld II       | Stieghorst, Mitte                                | Günter Garbrecht (SPD)  |
| 2005 | 93 Bielefeld II        | Stieghorst, Brackwede, Senne, Sennestadt, Heepen | Rainer Lux (CDU)        |
| 2010 | 93 Bielefeld II        | Stieghorst, Brackwede, Senne, Sennestadt, Heepen | Regina Kopp-Herr (SPD)  |
| 2012 | 93 Bielefeld II        | Stieghorst, Brackwede, Senne, Sennestadt, Heepen | Regina Kopp-Herr (SPD)  |
| 2017 | 93 Bielefeld II        | Stieghorst, Brackwede, Senne, Sennestadt, Heepen | Regina Kopp-Herr (SPD)  |